# The Avril Lavigne Foundation
The Avril Lavigne Foundation es una fundación filantrópica perteneciente a la cantante canadiense Avril Lavigne, cuyo fin es ayudar a las causas nobles para los menos privilegiados. La fundación fue diseñada y desarrollada seis meses atrás de su anunciamiento en Twitter. En promoción a la creación del proyecto, fue creado un sitio web donde se publicarían mensajes y vídeos hechos por la misma Avril con causas de apoyo para niños y jóvenes con discapacidades y enfermedades graves.
A lo largo del tiempo la iniciativa fue aliándose con otros proyectos tales como Easter Seals, Make-A-Wish y The Nancy Davis Foundation for Multiple Sclerosis, esta última creada por la cuadragésima primera dama de los Estados Unidos Nancy Davis Reagan.

## Creación y misión
El 15 de septiembre de 2010 en los Estados Unidos se puso en marcha el proyecto, su misión que está representada por el respeto, la oportunidad, las opciones, el conocimiento y la fuerza (que en inglés su acrónimo es «R.O.C.K.S») es respetar las necesidades de todos los niños y jóvenes, sin importar cuáles sean las circunstancias, y animar a otros a hacer lo mismo, crear la oportunidad a los niños y jóvenes con enfermedades graves o discapacidades a seguir sus sueños, ofrecer opciones para que los niños y los jóvenes ven que tienen muchas opciones en la vida y no sólo un camino único definido por sus circunstancias, proporcionar conocimientos sobre lo que es posible para ellos y sus familias a través de ideas de programas nuevos que la fundación apoyara y ayudará a expandir y dar a los niños y a sus familias la fuerza para enfrentarse a sus retos diarios.

## Sede
La sede de la fundación es en Estados Unidos pero a lo largo del tiempo ha obtenido nuevos lugares entre ellos: el sur de California y Florida, Gran Houston, Montana, Illinois, Hawái, Nevada, Washington, Ohio y Alberta este último perteneciente a Canadá.

## Promoción

### Lanzamientos comerciales
En beneficio de la fundación la cantante ha lanzado tres productos a través de internet. El primero de ellos es una serié de calcomanías, el segundo una camiseta que tiene el lema de la fundación y el tercero un paquete que incluye el álbum Goodbye Lullaby, una camiseta con el logo de «Girlfriend», una halder y la loción corporal Black Star.

### Subastas
Avril Lavigne anunció que subastaría dos boletos de su gira The Best Damn Tour de los conciertos realizados en Londres y París al que nombraron «Meet & Greet» donde ofrecieron entre 560 000 y 810 000 dólares. Otras cantantes, cantantes y bandas tales como Lady Gaga, Katy Perry, Travis Barker y Train también subastaron entradas para sus giras como ayuda a la fundación.